# 薩姆菲亞縣

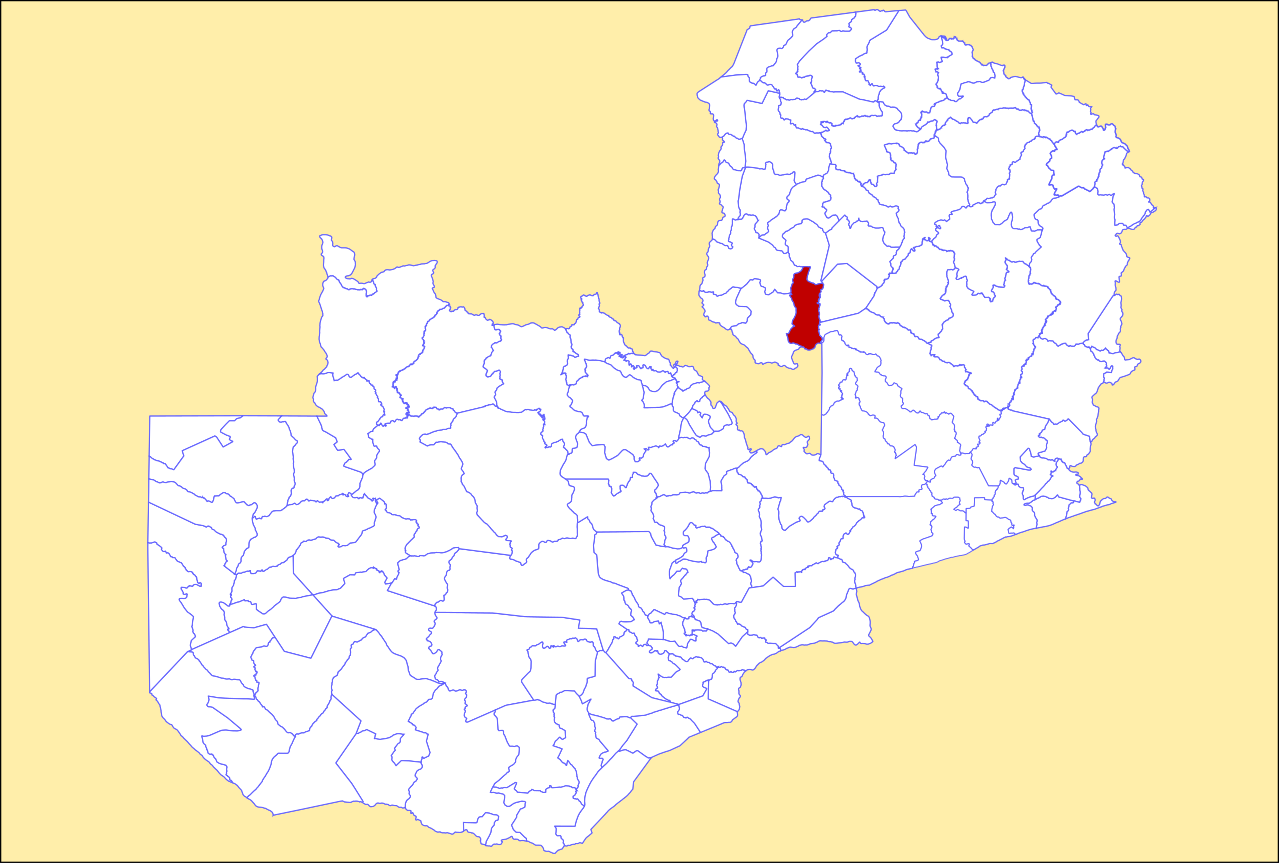

11°30′S 30°00′E / 11.500°S 30.000°E
薩姆菲亞縣（英語：Samfya District），是贊比亞的縣份，位於該國北部，由盧阿普拉省負責管轄，首府設於薩姆菲亞，面積10,329平方公里，海拔高度1,167米，2010年人口198,911，人口密度每平方公里19.3人。